# Downfall of Gaia
Downfall of Gaia ist eine deutsche Sludge-, Crustcore- und Post-Metal-Band mit Mitgliedern aus Berlin, Hamburg und New York City, die im Jahr 2008 gegründet wurde.

## Geschichte
Die Band wurde im Jahr 2008 gegründet und veröffentlichte im Jahr 2009 eine EP und eine Split-Veröffentlichung zusammen mit der französischen Band Kazan. Das Debütalbum der Band erschien im Jahr 2010 unter dem Namen Epos bei verschiedenen Underground-Labels. Bei den Labels Alerta Antifascista, Moment of Collapse und Shove Records erschien eine Split-Veröffentlichung zusammen mit In The Hearts of Emperors. Über Metal Blade Records wurde 2012 das Album Suffocating in the Swarm of Cranes veröffentlicht. Im Jahr 2014 begab sich die Band in das Kölner ’79 Sound Studio, um ein neues Album aufzunehmen. Das dabei entstandene Material wurde im Atomic Garden Studio in der San Francisco Bay Area abgemischt und in Portland, Oregon, im Audiosiege Studio gemastert. Das Album erschien im November 2014 bei Metal Blade Records unter dem Namen Aeon Unveils the Thrones of Decay. Auch live war die Band bisher sehr aktiv. In den Jahren 2011 und 2013 ging sie auf Tour durch die USA. Im Jahr 2012 trat sie zudem in Russland auf. Im Jahr 2013 gab die Band allein über 100 Konzerte. 2014 spielte sie Konzerte in Europa zusammen mit Toxic Holocaust, Black Tusk und Neurosis und eröffnete zudem das französische Hellfest. In den Jahren 2009, 2011, 2012 und 2013 ging die Gruppe auf eine Europatournee, 2010 auf Tour durch Großbritannien und im selben Jahr auf eine weitere durch Skandinavien. Seit ihrer Gründung hielt Downfall of Gaia auch zahlreiche vereinzelte Konzerte in Deutschland ab.

## Stil
Laut Bandbiografie auf metalblade.com ist die Band anfangs durch Crustpunk beeinflusst worden und vor allem die ersten Demos würden einen D-Beat-Einfluss aufweisen. Später habe man sich dem Doom Metal und Sludge zugewandt. Thomas Sonder vom Metal Hammer bezeichnete die Musik auf Suffocating in the Swarm of Cranes als Post-Black-Metal. Im Interview mit Sonder gaben Anton Lisovoj und Dominik Goncalves dos Reis an, dass das Album von Angstzuständen und psychischen Störungen und deren Folgen handelt. Vor allem Lisovojs Erfahrungen durch sein Arbeiten in der Psychiatrie hätten die Texte geprägt. Eine Ausgabe zuvor hatte Petra Schurer das Album rezensiert. Sie ordnete die Musik dem Postcore zu. Zudem sei der Klang der Musik roh, was dem Black Metal nahekomme. Auch seien Einflüsse aus dem Progressive Rock hörbar und es gebe Übergänge zwischen laut und leise. Die Musik sei mit der von Alcest vergleichbar. Laut Boris Kaiser vom Rock Hard kombiniert die Band Crustcore, Hardcore Punk und Black Metal. Aeon Unveils the Thrones of Decay handele von der physikalischen Größe Zeit. Peter Wolff gab im Interview mit Kaiser an, dass die Zeit unkontrollierbar sei. Der Mensch hingegen versuche über alles die Kontrolle zu erlangen, was auch in vielen Bereichen zu gelingen scheine. In seiner Rezension zum Album eine Ausgabe zuvor gab Kaiser an, dass man der Band immer noch die Crustcore- und Hardcore-Punk-Wurzeln anhört. Auch nehme man Einflüsse von Neurosis wahr und auch Black-Metal-Einflüsse seien hörbar.

## Diskografie

### Alben
- 2010: Epos (Shove Records / Panda Banda / Maniyax Records / Undislessed Records / Orchid Scent / Burning Music / Pumpkin Records / Urban Dentist)
- 2012: Suffocating in the Swarm of Cranes (Metal Blade Records)
- 2014: Aeon Unveils the Thrones of Decay (Metal Blade Records)
- 2016: Atrophy (Metal Blade Records)
- 2019: Ethic of Radical Finitude (Metal Blade Records)
- 2023: Silhouettes of Disgust (Metal Blade Records)

### Sonstige
- 2008: The Downfall of Gaia (Demo, Eigenveröffentlichung)
- 2009: Salvation in Darkness (EP, Eigenveröffentlichung)
- 2009: Downfall of Gaia / Kazan (Split mit Kazan, Sengaja Records)
- 2011: Downfall of Gaia / In the Hearts of Emperors (Split mit In The Hearts of Emperors, Alerta Antifascista / Moment of Collapse Records / Shove Records)
- 2013: Downfall of Gaia (Kompilation, Alerta Antifascista)